# マット・キャメロン
マシュー・デヴィッド・"マット"・キャメロン（Matthew David Cameron、1962年11月28日 - ）は、アメリカ合衆国のミュージシャン、ソングライター。ローカル・バンドやスキン・ヤードなどを経て、現在はパール・ジャム及びサウンドガーデンのドラマーとして活動している。他にもさまざまなバンドに参加、コラボレーションも行う。

## 来歴

### 生い立ち
サンディエゴで生まれ育つ。幼い頃からドラム演奏を始め、13歳頃に友人たちとカバーバンドを組み活動を開始する。

### スキン・ヤード
キャメロンは1983年にシアトルに引っ越し、キンコーズで働き始める。シアトル界隈のローカル・バンドを経て1985年にスキン・ヤードに加入。1987年にリリースされたデビューアルバム『Skin Yard』に参加し、キャメロンは収録曲「Reptile」を作曲した。アルバムリリース後ほどなくしてキャメロンはスキン・ヤードを脱退する。

### サウンドガーデン
1986年、キャメロンはスコット・サンドクイスト脱退後のサウンドガーデンに加入。ボーカルのクリス・コーネルは「最初にマットに会ったとき、彼はすでに町でベストなドラマーだった」と語っている。バンドはサブ・ポップと契約し、1987年にEP『Screaming Life』でデビューした。翌1988年にはSSTレコードと契約し1stアルバム『ウルトラメガ・OK』をリリース。バンドは1989年にメジャーレーベルであるA&Mレコードと契約し2ndアルバム『ラウダー・ザン・ラヴ』を発表。1991年リリースの3rdアルバム『バッドモーターフィンガー』では、1992年のグラミー賞のベスト・メタル・パフォーマンス部門でノミネートされるなど一気に評価を高めていく。1994年の4枚目のアルバム『スーパーアンノウン』は全米1位を獲得、アメリカ国内でファイヴ・プラチナディスクを授与され、バンドの評価を決定的なものにした。バンドは1996年リリースの5枚目のアルバム『ダウン・オン・ジ・アップサイド』を最後に1997年に解散するが、2010年に解散時のメンバーで再結成を果たし、2012年に6枚目のアルバム『キング・アニマル』を発表した。

### パール・ジャム
サウンドガーデン解散後の1998年、キャメロンはパール・ジャムへの加入を要請され、アルバム『イールド』リリース後のアメリカツアーに参加した。キャメロンは2000年リリースの『バイノーラル』以降の作品全てに参加し、2012年以降は再結成したサウンドガーデンと掛け持ちで活動を行っている。